# Pseudocyclops rostratus
Pseudocyclops rostratus är en kräftdjursart som beskrevs av Bowman och González 1961. Pseudocyclops rostratus ingår i släktet Pseudocyclops och familjen Pseudocyclopidae. Inga underarter finns listade i Catalogue of Life.